# Wiestal
Wiestal är en dal i Österrike.   Den ligger i förbundslandet Salzburg, i den centrala delen av landet, 250 km väster om huvudstaden Wien.
Omgivningarna runt Wiestal är en mosaik av jordbruksmark och naturlig växtlighet. Runt Wiestal är det ganska tätbefolkat, med 83 invånare per kvadratkilometer.